# بارك إن برلين
بارك إن برلين هو فندق وأعلى مبنى في برلين بارتفاع 37 طابق أو 125 مترا. يقع في ميدان ألكسندر في مقاطعة ميتي في وسط برلين.
بني الفندق بين عامي 1967و 1970 في سياق إعادة تطوير ميدان ألكسندر عندما كان يقع في برلين الشرقية. صممه كل من رولاند كورن وهاينز سكارريب وهانز إريك بوجاتزي. افتتح الفندق باسم 'فندق شتات برلين' . وكان فندق من فئة الأربع نجوم، وعمل بشكل رئيسي كسكن ممثلين مجلس التعاون الاقتصادي. يضم مطعم بانوراما في الطابق ال37 ومصعد وسريع بشكل غير عادي .